# Jean Lenoir
Pour l’article ayant un titre homophone, voir Jean Le Noir.
Ne doit pas être confondu avec Jean-Joseph Lenoir.
Jean Lenoir est un compositeur et parolier français, né le 26 février 1891 à Paris 9e et mort le 19 janvier 1976 à Suresnes (Hauts-de-Seine).

## Biographie
De son vrai nom Jean Bernard Daniel Neuburger, il est le fils du banquier Gustave Neuburger et d'Hortense-Marie Schwartz. Il étudie la composition auprès de Louis Vierne avant de s'illustrer dans le répertoire de la chanson française (voir liste sélective ci-dessous), comme compositeur et/ou parolier, dès les années 1920. Ses deux chansons les plus connues sont sans aucun doute Parlez-moi d'amour (1930), créée par Lucienne Boyer, et Voulez-vous danser grand-mère ? (1946), créée par Lina Margy.
Au cinéma, il collabore à quarante-huit films français, entre 1930 et 1949 (voir filmographie ci-après), comme compositeur de musique de film à part entière ou chansonnier. Citons en particulier sa contribution à l'unique film français de Fritz Lang, Liliom (1934).

### Vie privée
Jean Lenoir a été marié deux fois : 
- avec Octavie Richau, épousée le 20 mai 1915 à Paris (11e) et dont il divorce le 25 janvier 1951[2] ;
- avec Alice Papazian, épousée le 19 juillet 1951 à Nogent-sur-Marne.

## Chansons
- 1918 : Quand il joue d'l'accordéon (chanson réaliste)[3], paroles de Philippe Febvre et Camille Albert Bijouard, musique de Jean Lenoir, créée par Mme Turey, et interprétée entre autres par Simone Max et Fréhel en 1927[4].
- 1920 : Bateaux parisiens, paroles de Paul Marinier et J. Lenoir, musique de Paul Marinier, créée par Félix Mayol
- 1924 : Pars, paroles et musique de J. Lenoir, créée par Georgel
- 1925 : 
  - Comme un moineau, paroles de Marc Hély, musique de J. Lenoir, créée par Fréhel
  - Tu sais, paroles de J. Lenoir et de José de Berys, musique Eddy Ervande et Serge Walter, créée par Dora Stroeva
- 1926 : 
  - Tu m'as possédée par surprise, paroles de Marcel Bertal et Louis Maubon, musique de J. Lenoir, créée par Gaby Montbreuse
  - Les Fleurs du passé, paroles de Philippe Fèbvre, musique de J. Lenoir, créée par Nicolas Amato
- 1927 : Comme une fleur, paroles et musique de J. Lenoir, créée par Fréhel[5] et reprise en 1929 par Mistinguett
- 1929 :
  - Attends, paroles de Jacques Charles, musique de J. Lenoir, créée par Lucienne Boyer
  - Un flirt... et puis c'est tout et Faisons des concessions, paroles de Georgius, musique de J. Lenoir, créées par le premier
- 1930 : 
  - Parlez-moi d'amour, paroles et musique de Lenoir, créée par Lucienne Boyer
  - On l'appelait Fleur-des-Fortifs et Ah ! Quelle vie qu'on vit !, paroles de Georgius, musique de J. Lenoir, créée par le premier
  - Le Train du rêve, paroles d'Aubret, musique de J. Lenoir, créée par Polaire ; Le Premier Voyage, paroles et musique de Lenoir, créée par Polaire
- 1933 : 
  - Tout ça n'arrive qu'à moi, musique de J. Lenoir, paroles d'Albert Willemetz, créée par Mistinguett, lors de la revue Folies en folie
  - As-tu déclaré tes revenus ?, paroles de Charles-Louis Pothier, musique de J. Lenoir, créée par Georges Milton
- 1935 : C'est une petite étoile, paroles de Saint-Granier, musique de J. Lenoir, créée par Jeanne Aubert
- 1946 : Voulez-vous danser grand-mère ?, paroles de J. Lenoir, musique de Raymond Baltel et Alex Padou, créée par Lina Margy

## Filmographie
- 1930 : Tu m'oublieras d'Henri Diamant-Berger
- 1930 : Paris la nuit d'Henri Diamant-Berger
- 1931 : Sola d'Henri Diamant-Berger
- 1931 : Ma tante d'Honfleur de D. B. Maurice
- 1931 : Les Quatre Vagabonds de Lupu Pick
- 1931 : Tout s'arrange d'Henri Diamant-Berger
- 1931 : Général à vos ordres de Maurice Diamant-Berger (court-métrage)
- 1931 : Tante Aurélie d'Henri Diamant-Berger
- 1932 : Pomme d'amour de Jean Dréville
- 1932 : L'Enfant du miracle de D.B. Maurice
- 1932 : Clair de lune d'Henri Diamant-Berger
- 1932 : La Bonne Aventure d'Henri Diamant-Berger
- 1932 : Chassé-croisé de Maurice Diamant-Berger (court-métrage)
- 1932 : La Terreur de la pampa de Maurice Cammage (court-métrage)
- 1932-33 : Les Trois Mousquetaires d'Henri Diamant-Berger
- 1933 : Le Rayon des amours d'Edmond T. Gréville
- 1933 : Miquette et sa mère d'Henri Rollan, D. B. Maurice et Henri Diamant-Berger
- 1933 : Trois Balles dans la peau de Roger Lion
- 1933 : L'Argent par les fenêtres d'Henri Diamant-Berger
- 1933 : Jeux de massacre d'Henri Diamant-Berger
- 1934 : Liliom de Fritz Lang
- 1934 : L'Or dans la rue de Curtis Bernhardt
- 1934 : Cessez le feu de Jacques de Baroncelli
- 1934 : La crise est finie de Robert Siodmak
- 1935 : Quelle drôle de gosse de Léo Joannon
- 1935 : Amants et Voleurs de Raymond Bernard
- 1935 : La Grande vie d'Henri Diamant-Berger (court-métrage)
- 1935 : Parlez-moi d'amour de René Guissart
- 1935 : Veille d'armes de Marcel L'Herbier
- 1935 : Baccara d'Yves Mirande
- 1935 : Deuxième Bureau de Pierre Billon
- 1936 : La Reine des resquilleurs de Max Glass et Marco de Gastyne
- 1936 : Les Loups entre eux de Léon Mathot
- 1936 : Cœur de gueux de Jean Epstein
- 1936 : La Brigade en jupons de Jean de Limur
- 1937 : L'Homme à abattre de Léon Mathot
- 1937 : Enfants de Paris ou Jeunes filles devant l'amour de Gaston Roudès
- 1937 : Arsène Lupin détective d'Henri Diamant-Berger
- 1937 : Double crime sur la ligne Maginot de Félix Gandéra
- 1937 : L'Ange du foyer de Léon Mathot
- 1937 : La Tour de Nesle de Gaston Roudès
- 1937 : La Fessée de Pierre Caron
- 1937 : Aloha, le chant des îles de Léon Mathot
- 1938 : Le Joueur d'échecs de Jean Dréville
- 1938 : Prisons de femmes de Roger Richebé
- 1938 : Le Capitaine Benoît de Maurice de Canonge
- 1939 : La Tradition de minuit de Roger Richebé
- 1939 : Le monde tremblera ou La Révolte des vivants de Richard Pottier
- 1940 : Face au destin d'Henri Fescourt
- 1940 : Le Café du port de Jean Choux
- 1940 : Le Collier de chanvre de Léon Mathot
- 1941 : Moulin Rouge d'André Hugon
- 1945 : Dorothée cherche l'amour d'Edmond T. Gréville
- 1946 : Nuits d'alerte de Léon Mathot
- 1948 : Au pays des grands pâturages de Jean Perdrix
- 1949 : La Maternelle d'Henri Diamant-Berger